# Valda (cognome)
Valda è un cognome di lingua italiana.

## Varianti
Il cognome non presenta varianti.

## Origine e diffusione
Cognome tipicamente settentrionale, è presente prevalentemente in Veneto.
Potrebbe derivare dal toponimo Valda in Trentino o costituire una variante del cognome Vivaldi.